# EMD FT形ディーゼル機関車
EMD FTは1939年から1945年にかけてGM-EMDで生産された電気式ディーゼル機関車である。当初はEMC名義で製造され、1941年以降の製造分はGM-EMD名義で製造された。FTは大いに成功したFシリーズ系列の記念すべき最初のモデルである。

## 貨物用機関車登場

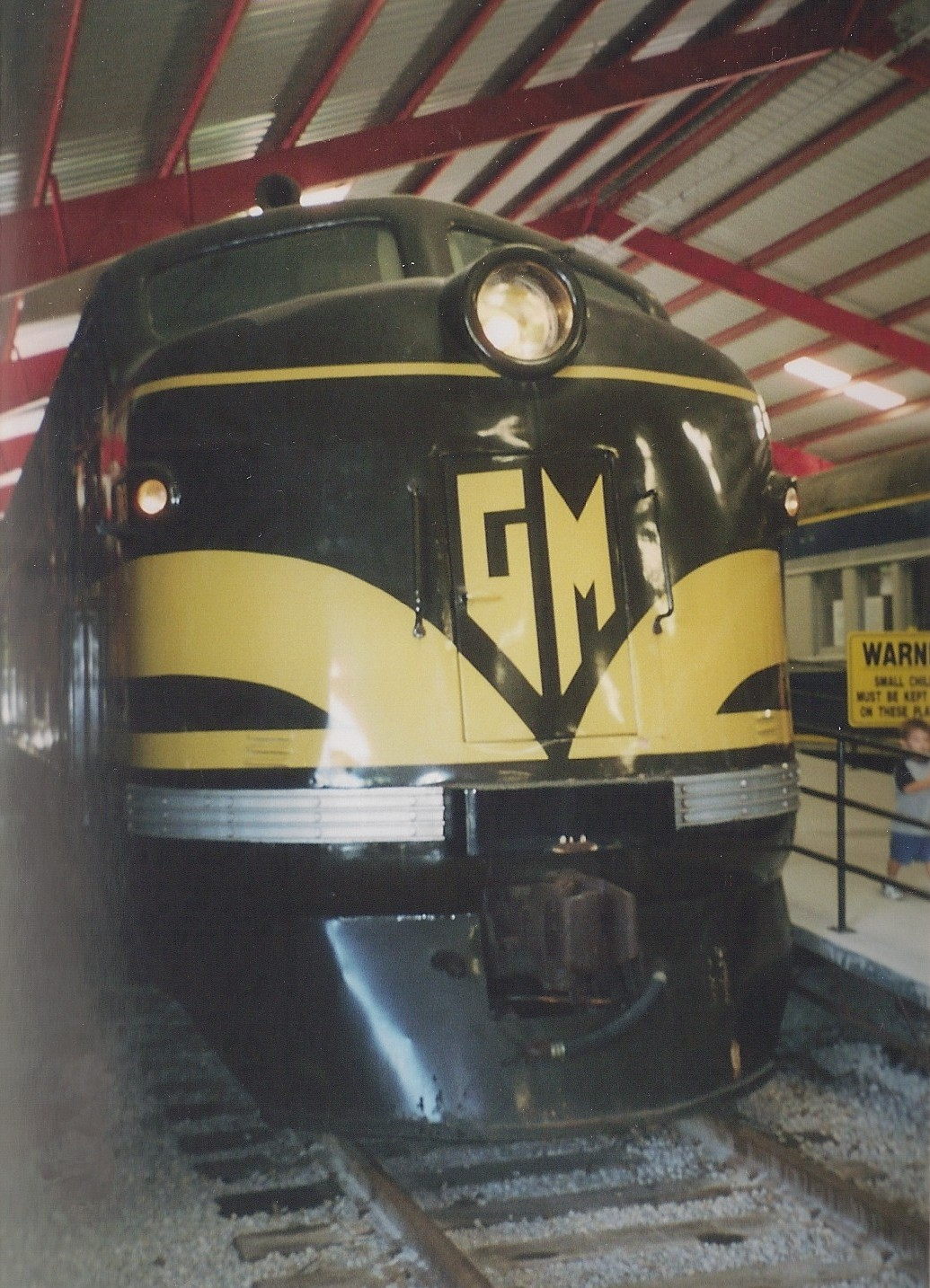
Museum of Transportationに保存のFT-103号。EMCはこの103号で全米でのデモ走行を1年間行った。

FTが登場した1939年当時、旅客輸送はEシリーズが入替ではSC等が導入され、無煙化が始まっていたものの経営の主力である貨物輸送はまだ蒸気機関車が担っており、この状況はしばらく続くと思われていた。
EMCは1930年代末に567型エンジンを開発し、Eシリーズで1938年から製造されたE3より採用された。続いてEMCでは無煙化がまだ先と思われていた貨物輸送用に567型エンジンを使用した機関車FTを1939年に登場させた。
EMCはFT-103号(A+B+B+Aユニットの4重連)を利用して全米でのデモ走行を11ヶ月間行い貨物用ディーゼル機関車の売込みを行った結果、14万Kmを走行しながら一度の故障もなく走破するという大成功をおさめサンタフェ鉄道等、西部の鉄道を運行する鉄道会社は砂漠で蒸気機関車に水を補給する苦労から解放されるとしてFTを大歓迎した。
量産車は1940年から出場し各鉄道会社に納車されたが、特にサンタフェ鉄道はAユニット 155両、Bユニット 165両と300両以上納車された。
なお、1941年1月1日にGMはEMCとウイントンのエンジン部門を統合し、GM-EMDとなったためFTも1941年以降に製造分はGM-EMD名義となった。
FTの成功は貨物列車牽引の分野での蒸気機関車を次々に置き換えるきっかけとなり、また、FTをはじめとするFシリーズは21年間にわたり7,000両以上も生産されるというアメリカの第一世代のディーゼル機関車としてもっとも成功した機関車となった。

## FTの概要
FTは最初に製造されたFシリーズのため、下記のとおり後継機と比較して特徴がある。
- 運転台付きのAユニットと運転台無しのBユニットの2両連結運転を基本として販売された。そのため両ユニットの製造両数がほぼ同じ数となっており、さらにAユニットとBユニットをつないでいる連結器も棒連結器（永久連結器）が使用された。
- 外観上の大きな特徴としてFTタイプは中央部に丸窓が4つ接近して並んで設置。
- 屋根にある4台のラジエーターファンの配置が両端に2台ずつ設置されており、形状も車体内に窪んだ形になっている。
- 車体屋根中央部に排気スタックが4つ、煙突状のものが設置。
- ダイナミックブレーキを装備した車両は抵抗器が排気スタックを過囲うようにして屋根上に設置
- FTは床下機器が後継タイプと比較して少なく、燃料タンクのみのため台車の取り付け位置も異なっており、後継機種と比較し中央に偏って設置されている。

また、Bユニットには車体内側に操車場や車両工場の構内で使用される簡単な運転装置を備えているものと、そうでないものがあるがFTでは簡易運転装置の設置の有無で外観が異なっている。
具体的には丸窓の設置数が異なっており、簡易運転装置未設置車はAユニット同様に中央部に丸窓が4つ設置に対し、簡易運転装置設置車は中央部に丸窓が4つ設置に加えて運転装置が設置された箇所にさらに丸窓を1つ追加で設けているため、合計5枚の丸窓が設置されているのが特徴である。
FTの製造期間中、第二次世界大戦が勃発し、アメリカン・ロコモティブやボールドウィンなどの多くの既存の機関車メーカーのディーゼル機関車製造が禁じられたものの、GM-EMDはディーゼル機関車製造を専門とする機関車メーカーであったためにFTは第二次世界大戦時も幹線用ディーゼル機関車として事実上、唯一製作が続けられた。

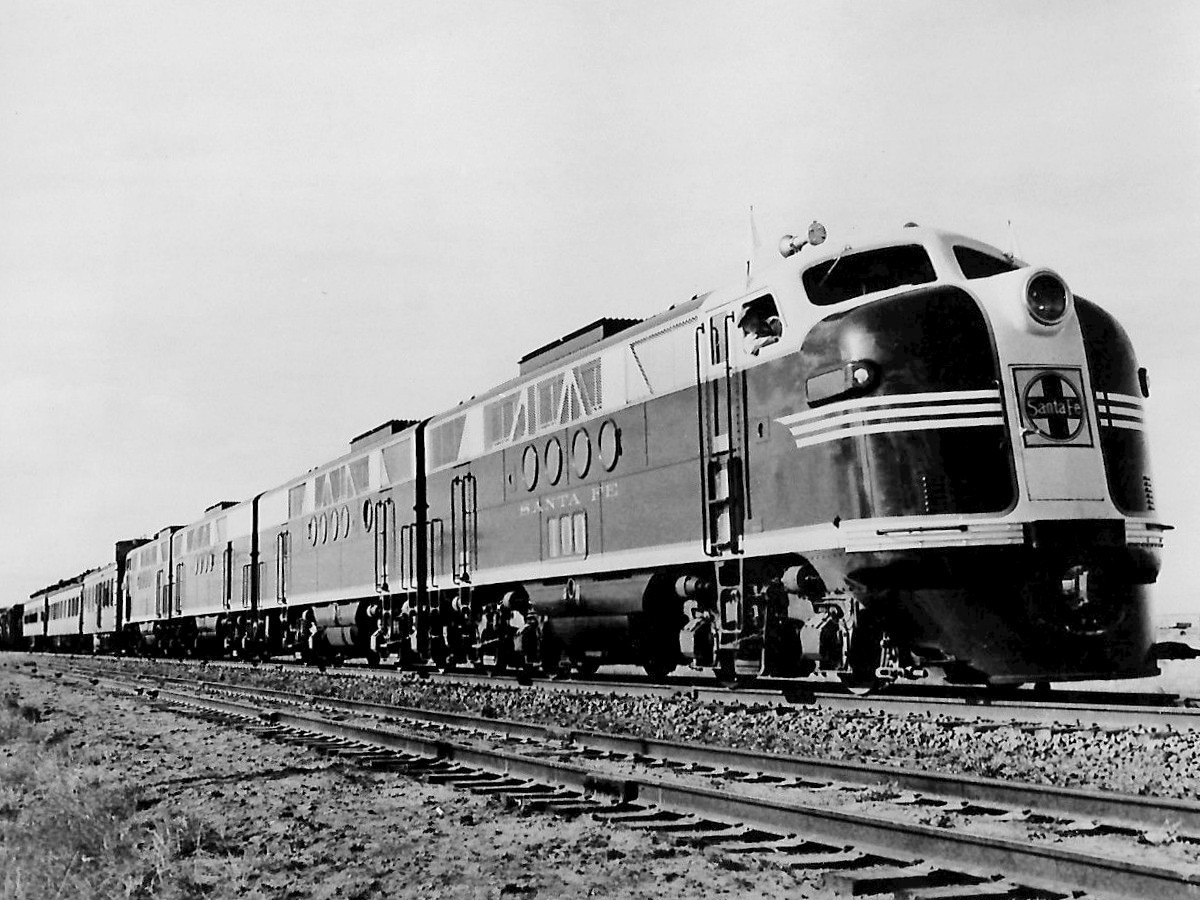
運用中のサンタフェ鉄道所属のFT4重連。FTタイプ特有の中央部に丸窓が4つ接近して並んでいるのがわかる他、2両連結されているBユニットも2両目と3両目は簡易運転装置の設置の有無で丸窓の設置枚数が異なるのがわかる。
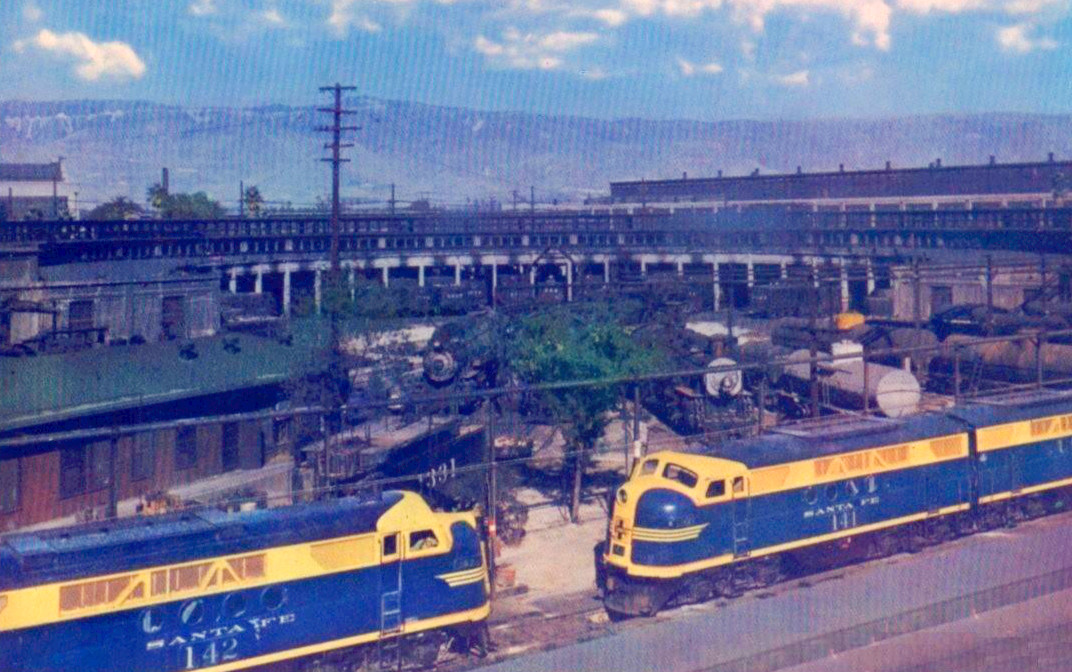
サンバーナーディーノにあるサンタフェ鉄道の車庫で蒸気機関車とともに佇むFT。両端に2台ずつ設置されたラジエーターファンの配置や中央部にある4つ煙突状の排気スタックがわかるほか、ダイナミックブレーキ装備車のため抵抗器が排気スタックを過囲うよう設置されている。
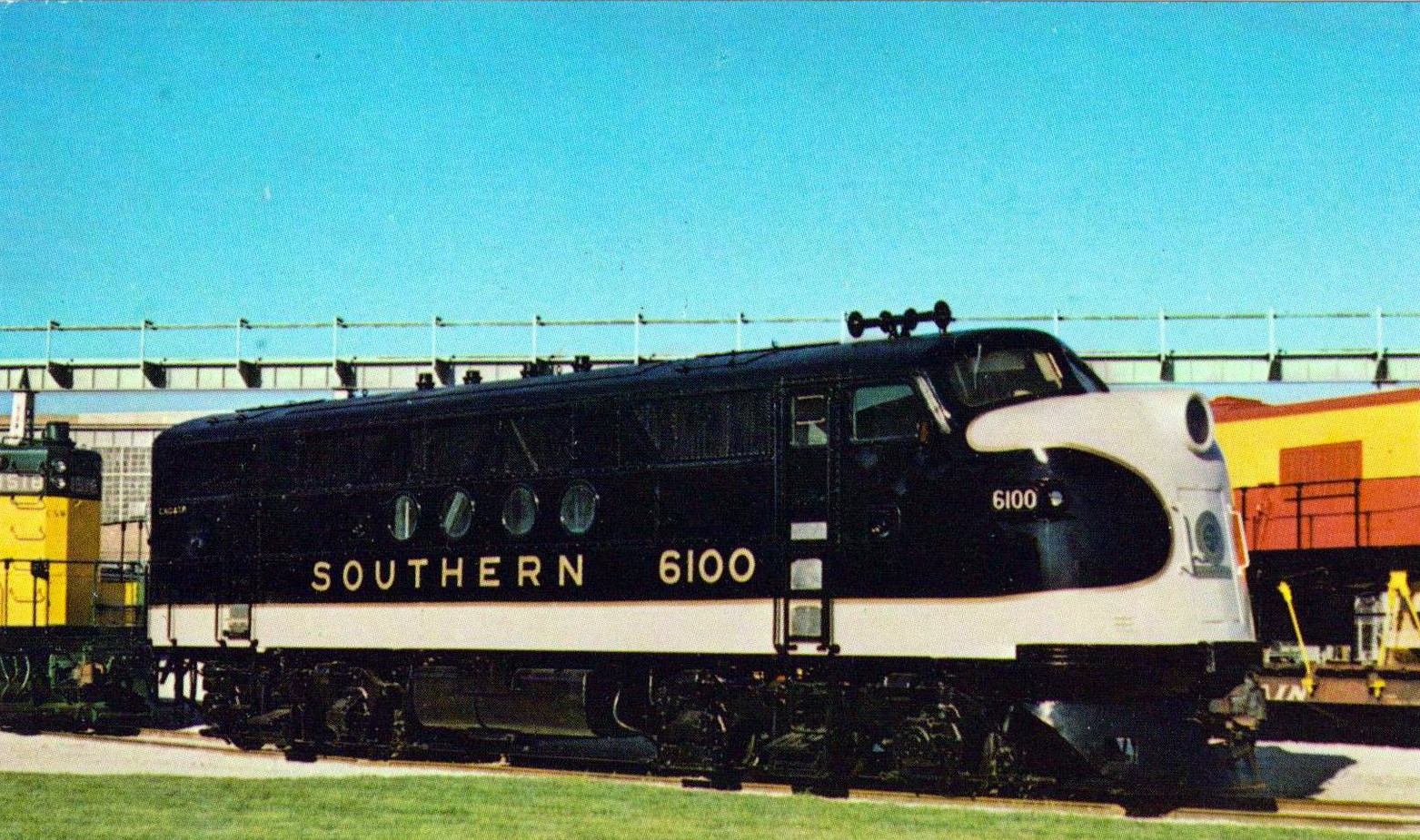
サザン鉄道のFT-6100号。ダイナミックブレーキ未装備車のため排気スタックの周りに抵抗器がなく、すっきりしている。この車両は元々、EMCがデモンストレーションに製造したFT103号の内の1両である。

## 旅客列車の牽引

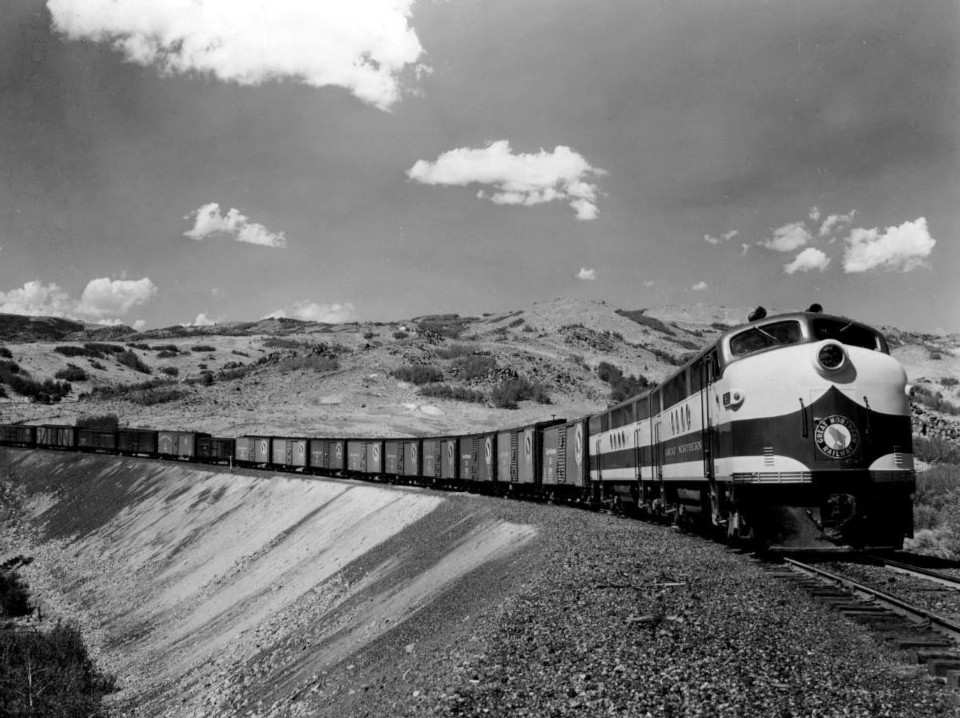
グレート・ノーザン鉄道のFTが牽引する貨物列車。FTは本来、貨物輸送向けの機関車であった。

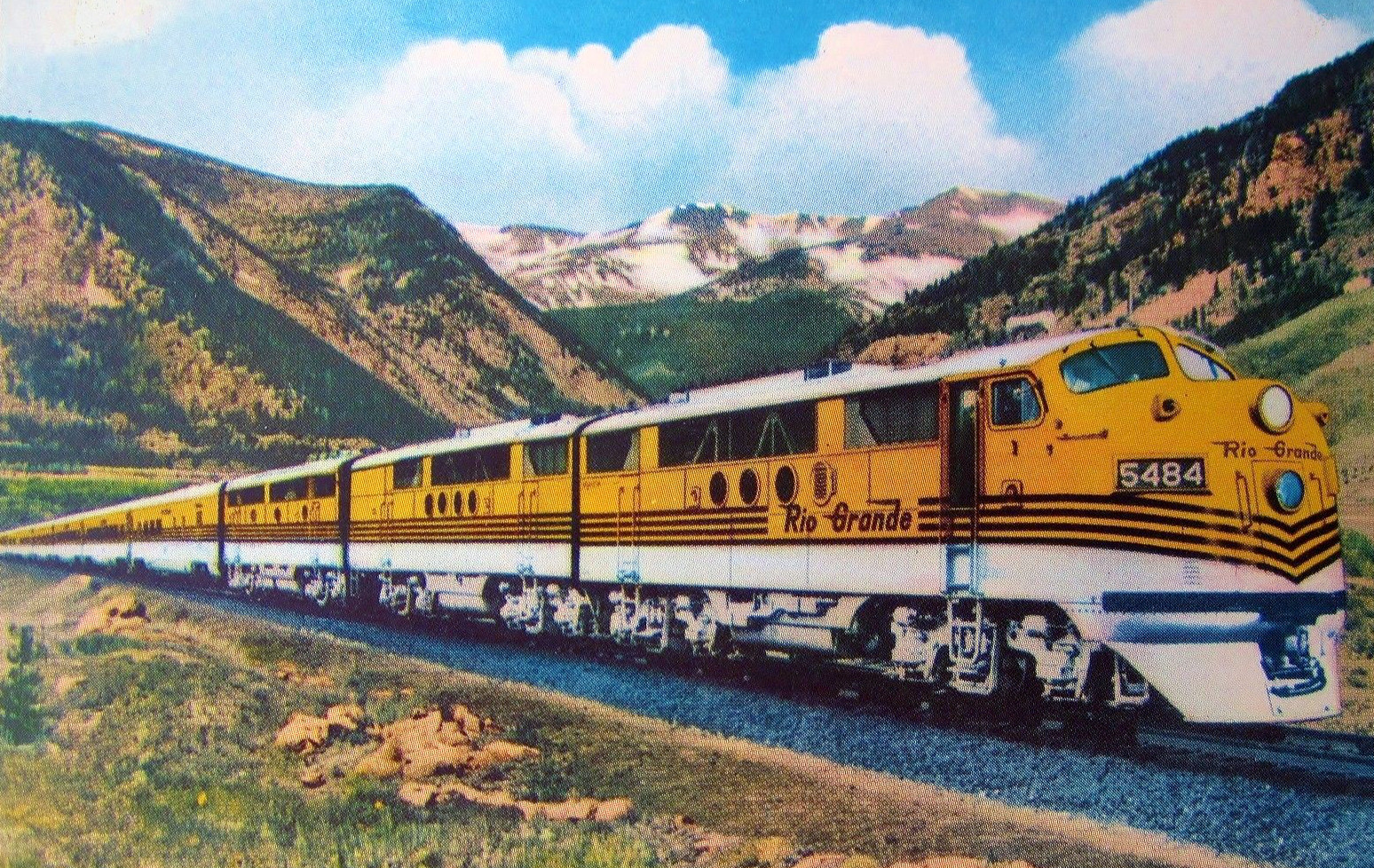
デンバー・アンド・リオグランデ鉄道のFT-5485号がF3Bユニットとともに牽引するプロスペクター号。ナンバーボードが改造で大型化されている他、先頭のAユニットは4つ並んだ丸窓の内、運転室寄りの1枚がフィルター格子状になっている。3両目のF3との床下機器の違いもよくわかる

前述のとおりFTは貨物輸送用に設計されており、また旅客列車牽引にはEシリーズを用意していたため、FTは暖房用の蒸気発生装置を持っておらず、蒸気発生装置を設置するオプションもなかった。
しかし、Bユニットの後部には空きスペースがあり、いくつかの鉄道会社ではここに蒸気発生装置を設置し山岳路線等にて旅客列車の牽引にも進出した。
例えばロッキー山脈を縦貫するサンタフェ鉄道では1945年に旅客列車牽引に対応したFT-167号の4重連(A+B+B+Aユニット)がエル・キャピタンを牽引したり、同じくロッキー越えの路線を持つデンバー・アンド・リオグランデ鉄道もFTが旅客列車も牽引した。
旅客輸送向けに改造されたFTの事例を参考にGM-EMDでもF3以降の機種では、旅客輸送向けに蒸気発生装置をオプションで取り付け可能とし、Fシリーズは貨客双方の輸送で活躍することとなった。

## 保存車

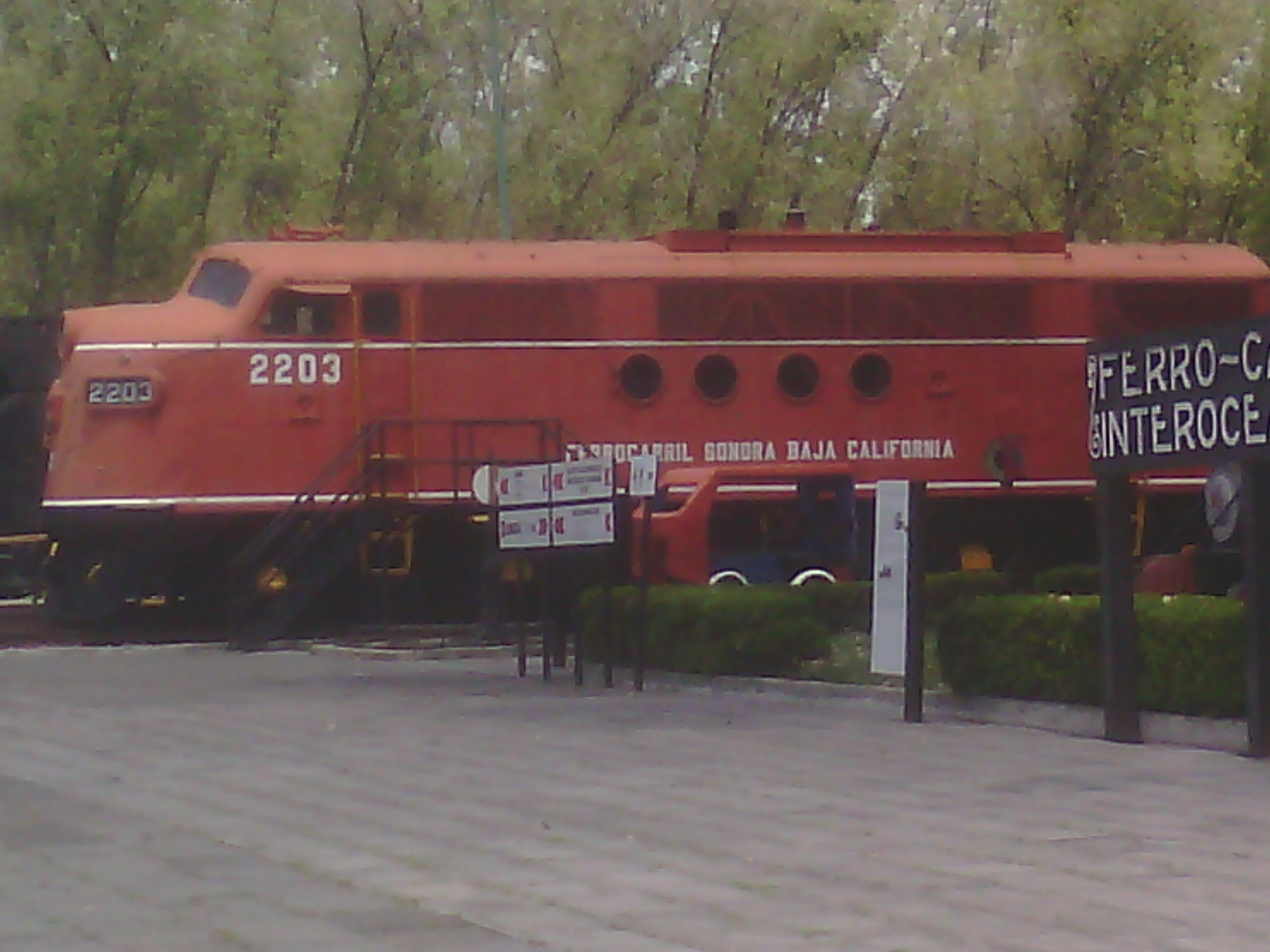
FTの数少ない保存車、SBC-2203号

FTはFシリーズ中3番目に多く製造されたものの、製造時期が古くロード・スイッチャータイプのGP7やGP9に改造された車両もあるので現存車は少ない。
全米でデモンストレーション走行を行ったFT-103号のAユニットの1両がen:Museum of Transportationにデモンストレーションを行った際の塗装になって保存されている。
FT-103号カラーのBユニットがMuseum of TransportationでFT-103号のAユニットと連結されて保存されている。
メキシコにあるMuseo Nacional de los Ferrocarriles Mexicanos
ではSBC-2203号(FT-Aユニット)が保存されている。

## 登場作品
イギリスで製作されたアニメ「チャギントン」ではこの機関車をモデルにしたウィルソンという名前のキャラクターが登場している。

## 文献資料(日本語)
- ネコ・パブリッシング
- RM　MODELS2000年6月号P96~99『スケールイラストで見るアメリカ黄金時代　第3回EMDのFシリーズ』
- 関水金属
  - KATO　NEWS1992年No.46P9~10『American Railroad Stories』